# Облава на здичавілих собак
«Облава на здичавілих собак» — радянський художній фільм 1990 року, знятий режисером Даміром Салімовим.

## Сюжет
В основі сюжету — історія колишнього вчителя, який став одним із лідерів партійного керівництва Узбекистану, замішаного в «бавовняній справі». Його випадково вбиває власний син у перестрілці з найманими вбивцями партійних мафіозі.

## У ролях
- Досхан Жолжоксинов — головна роль
- Батир Махмудов — головна роль
- Таліб Карімов — головна роль
- Діяс Рахматов — бухгалтер
- Закір Мумінов — Мірзахід
- Йодгар Сагдієв — секретар обкому
- Карим Мірхадієв — роль другого плану
- Фатіх Гайнутдінов — роль другого плану
- Анатолій Плюто — роль другого плану
- Гулі Зулкарнаєва — Матлюба, актриса
- Шукур Самандаров — роль другого плану
- Рано Кубаєва — роль другого плану
- Фаріда Ходжаєва — дружина Карімова
- Володимир Жаріков — роль другого плану
- Валентина Митрофанова — роль другого плану
- Джавлон Хамраєв — роль другого плану
- Геннадій Шумський — роль другого плану

## Знімальна група
- Режисер — Дамір Салімов
- Сценаристи — Владислав Романов, Дамір Салімов
- Оператор — Султан Мірзаахмедов
- Композитор — Шандор Каллош
- Художник — Євген Пушин